# Rasmus Andersen

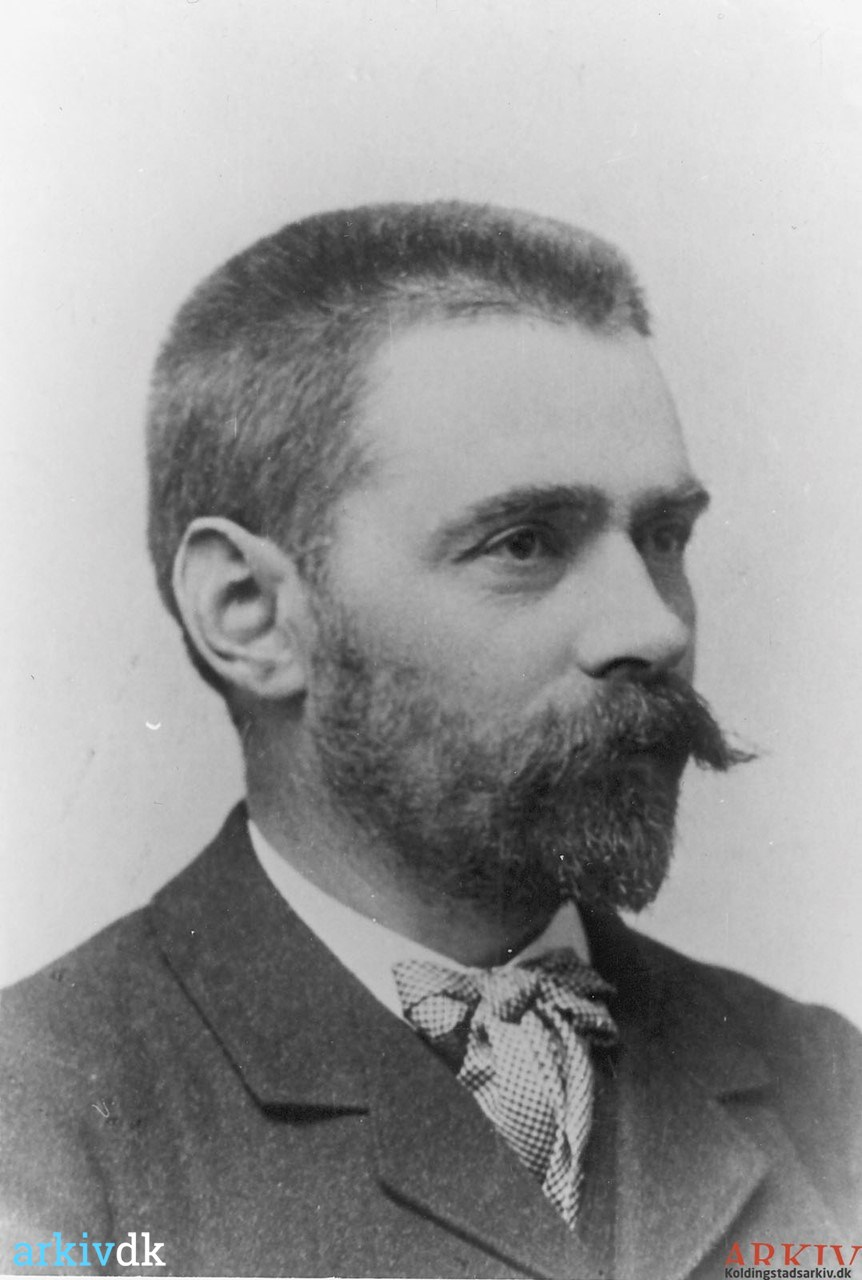
Rasmus Andersen.

Rasmus Morten Andersen, född den 25 september 1861 i Ørting vid Horsens, död den 28 februari 1930 på Frederiksberg, var en dansk skulptör.
Åren 1877–1883 genomgick han konstakademien och utbildade sig för övrigt under Vilhelm Bissen. För honom modellerade han senare i inte ringa utsträckning och högg i marmor. Han utställde från 1882. Åren 1889–1890 var han med anckerska legatet för första gången i Frankrike och Italien. Andersen ägnade sig mycket åt monumentala arbeten och utförde statyer av bland andra H.C. Andersen (Chicago), Enrico Dalgas (Aarhus), Jørgen Carl la Cour (Kongens Lyngby), Ludvig Brockenhuus-Schack (Svendborg), C.F. Tietgen (Sankt Annæ Plads, Köpenhamn) och Christen Berg (Kolding).